# Peribaea apaturae
Peribaea apaturae är en tvåvingeart som beskrevs av Takuji Tachi och Hiroshi Shima 2002. Peribaea apaturae ingår i släktet Peribaea och familjen parasitflugor. Inga underarter finns listade i Catalogue of Life.